# Páramo de Ocetá
El páramo de Ocetá está situado en el municipio de MonguÍ en Boyacá. Este páramo es uno de los páramos mejor conservados de Colombia.

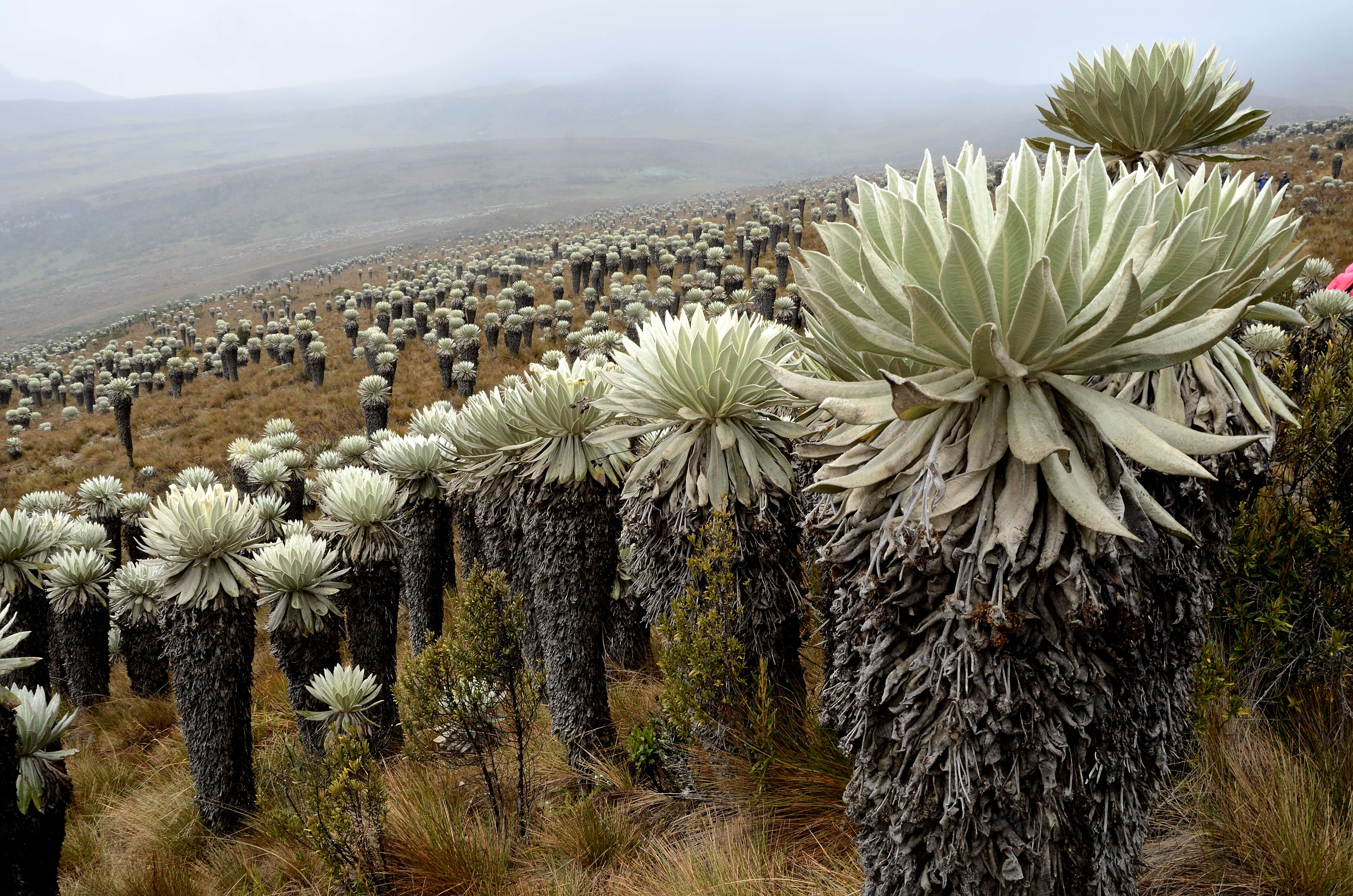
Frailejones del género Espeletia en el Páramo de Ocetá - Colombia

## Clima
El páramo se encuentra a unos 4000 metros de altura sobre el nivel del mar, y su temperatura puede oscilar entre 0 °C por la noche, y 17 °C en el día

## Municipios cercanos
Mongua, Monguí y Tópaga. Además se encuentra también rodeado por jardines de diversas plantas,[cita requerida] por la laguna Siscuinsí y la laguna negra. 

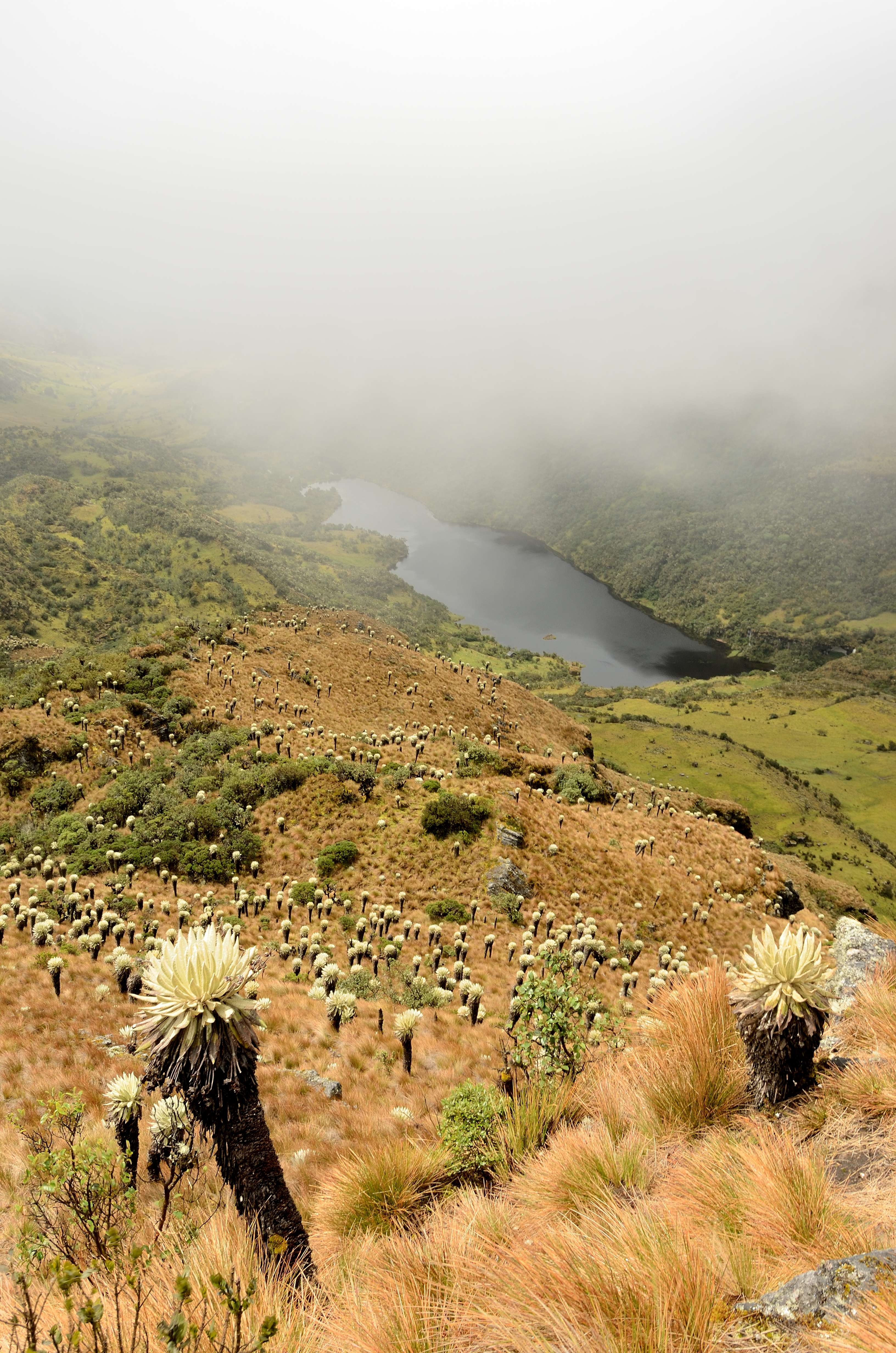
Laguna negra - Páramo de Ocetá

## Acceso al páramo
Para llegar a Ocetá debe irse hasta Mongua y de allí son de 3 a 4 horas caminando hasta llegar, o por la vía principal al páramo que corresponde llegar hasta Mongua, y de ahí tan solo media hora.

## Fauna y flora
En cuanto a la fauna pueden encontrarse conejos sabaneros, ranas, cóndor, águilas, guatines y el venado de cola blanca.
En cuanto a flora se encuentran senecios, lupinus, musgos, líquenes y el frailejón el cual se encuentra en la mayor parte del páramo.

## El páramo una fuente hídrica
En Ocetá nacen la quebrada Chuscal y la quebrada Pavas, las cuales llegan a la cuenca del río Cravo sur y la cuenca del río Chicamocha. 

## Atractivos del lugar
Las formaciones geológicas, la cascada de los penagos, los frailejones, y la zona rocosa la cual fue llamada la ciudad de piedra, puesto que el desprendimiento de algunas rocas han creado callejones los cuales pueden simular una ciudad. Las paredes de estas rocas están cubiertas por musgo. El «callejón» tiene aproximadamente 100 metros de largo, con paredes de hasta 15 m de altura.

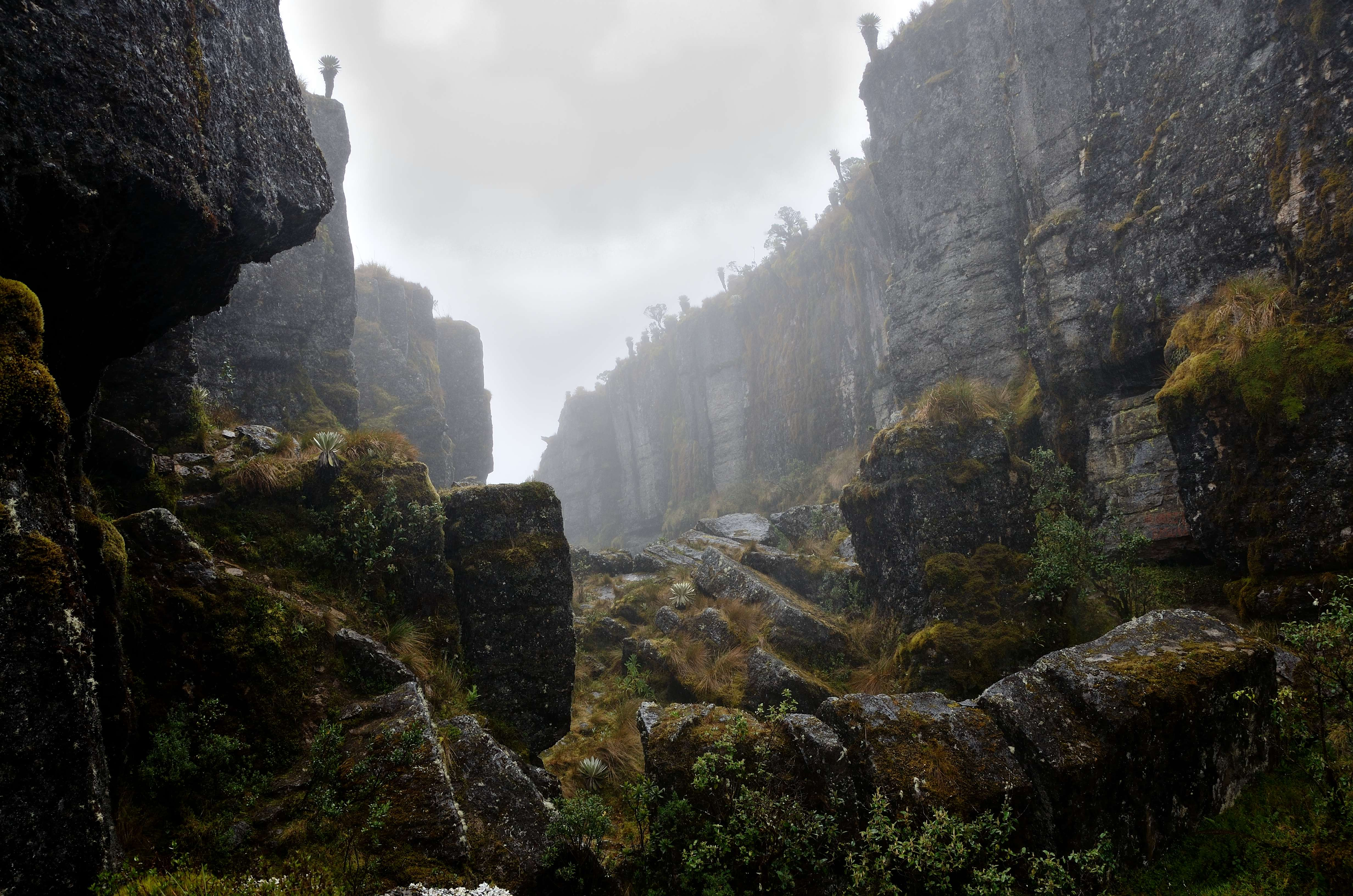
Ciudad de piedra- Páramo de Ocetá